# Fallin' Light
Fallin' Light là album phòng thu tiếng Nhật đầu tiên của nhóm nhạc nữ Hàn Quốc GFriend. Nó được phát hành vào ngày 13 tháng 11 năm 2019 tại Nhật Bản, thông qua King Records. Album đạt vị trí cao nhất ở vị trí số 7 trên Oricon Albums Chart. Một video âm nhạc đã được phát hành cho bài hát chủ đề "Fallin' Light".

## Danh sách bài hát
| STT              | Nhan đề                                                                                 | Phổ lời                     | Phổ nhạc                                 | Sản xuất                      | Thời lượng |
| ---------------- | --------------------------------------------------------------------------------------- | --------------------------- | ---------------------------------------- | ----------------------------- | ---------- |
| 1.               | "Fallin' Light (Tenshi no Hashigo)" ("Fallin' Light (天使の梯子)")                      | Iggy, SYB                   | Iggy, SYB, Carlos K.                     | Iggy, SYB, Carlos K.          | 3:41       |
| 2.               | "Emotional Days"                                                                        | Carlos K.                   | Carlos K.                                | Carlos K.                     | 3:13       |
| 3.               | "Memoria"                                                                               | Carlos K.                   | Carlos K., Joe                           | Carlos K., Ryo "Lefty" Miyata | 4:10       |
| 4.               | "Koi no Hajimari" (恋の始まり; dịch The Beginning of Love)                              | Noh Joo-hwan                | Noh Joo-hwan, Lee Won-jong, Kim Jung-woo | Noh Joo-hwan, Kim Jung-woo    | 3:21       |
| 5.               | "Flower"                                                                                | 13                          | 13                                       | 13                            | 3:38       |
| 6.               | "My My My!"                                                                             | Jang Jung-woo (MI.O)        | Jang Jung-woo (MI.O)                     | Jang Jung-woo (MI.O)          | 3:20       |
| 7.               | "Yoru (Time for the Moon Night)" ("夜 (Time for the Moon Night)" (phiên bản tiếng Nhật) | Noh Joo-hwan, Funk Uchino   | Noh Joo-hwan, Lee Won-jong               | Noh Joo-hwan, Lee Won-jong    | 3:49       |
| 8.               | "Sunrise" (phiên bản tiếng Nhật)                                                        | Noh Joo-hwan, Anan          | Noh Joo-hwan, Lee Won-jong               | Noh Joo-hwan, Lee Won-jong    | 3:41       |
| 9.               | "La Pam Pam"                                                                            | Jang Jung-woo (MI.O)        | Jang Jung-woo (MI.O)                     | Jang Jung-woo (MI.O)          | 3:37       |
| 10.              | "Beautiful"                                                                             | Kanata Okajima              | Carlos K., Taku Goto                     | Carlos K.                     | 3:37       |
| 11.              | "My Buddy" (phiên bản tiếng Nhật) (tặng kèm CD)                                         | Heuktae, Funk Uchino, Grace | Heuktae, Kwon Hyuk-ho                    | Heuktae                       | 3:34       |
| Tổng thời lượng: | Tổng thời lượng:                                                                        | Tổng thời lượng:            | Tổng thời lượng:                         | Tổng thời lượng:              | 39:47      |

## Bảng xếp hạng
| Bảng xếp hạng (2019)      | Vị trí cao nhất |
| ------------------------- | --------------- |
| Album tiếng Nhật (Oricon) | 7               |